# 21387 Wafakhalil
21387 Wafakhalil è un asteroide della fascia principale. Scoperto nel 1998, presenta un'orbita caratterizzata da un semiasse maggiore pari a 2,3679140 UA e da un'eccentricità di 0,1210440, inclinata di 3,48855° rispetto all'eclittica.